# 광주패밀리랜드
광주패밀리랜드는 대한민국의 광주광역시 북구 우치로 677 (생용동)에 있는 놀이공원이다. 면적은 22만 9031m2이며 놀이시설, 썰매장, 아이스링크, 수영장을 갖추고 있다. 가까이에 있는 곳은 광주광역시 북구 지야동이 가까이에 있다.

## 운영
광주고속(현.금호고속)에서 광주광역시 소유 부지에 놀이시설을 기부채납하고 20년 간 운영권을 확보하던 방식으로 건설하여 1991년 7월 6일에 건설했다. 2011년 운영권이 만료된 이후 6개월간 임시로 금호고속이 운영해오다가 2013년 7월 1일부터 운영자가 바뀌었다.

## 연혁
- 1989. 3. 9. 공사 착공
- 1991. 5. 30. 공사 준공
- 1991. 7. 6. 개원
- 1992. 5. 5. 동.식물원 개원
- 1998. 12. 눈썰매장 개장
- 2003. 2. 1. 금호패밀리랜드로 상호 변경
- 2013. 6월 말 대천 필랜드 사업주 임두길에게 운영권 낙찰[1][2]
- 2013. 6. 30. 금호패밀리랜드 광주광역시와 공유재산사용사용허가종료에 따라 사업종료
- 2013. 7. 1. 임두길이 설립한 (주)광주패밀리랜드가 사업 개시, 놀이공원명을 광주패밀리랜드로 변경